# Karlskrona (comuna)
Karlskrona ou Carloscrona (em sueco: Karlskrona kommun) é uma comuna da Suécia localizada no condado de Blekinge.

Sua capital é a cidade de Karlskrona.

Possui 1042 quilômetros quadrados e segundo censo de 2020, havia 66 622 habitantes.
A comuna é atravessada pela estrada europeia E22 no sentido sudoeste-nordeste, ao longo da costa do Mar Báltico. A via férrea férrea linha de Costa a Costa, proveniente de Gotemburgo, atravessa a comuna no sentido norte-sul terminando na cidade de Karlskrona.

## Património turístico
Alguns pontos turísticos mais procurados atualmente são: 
- Cidade Naval de Karlskrona (Örlogsstaden Karlskrona; Património Mundial; cidade naval europeia do século XVII)
- Arquipélago de Blekinge (Blekinge skärgård; ilhas, ilhéus e recifes para todos os gostos)
- Museu de Blekinge (Blekinge museum; museu regional)
- Parque infantil (Barnens gård; vida do campo e divertimento aquático para crianças)

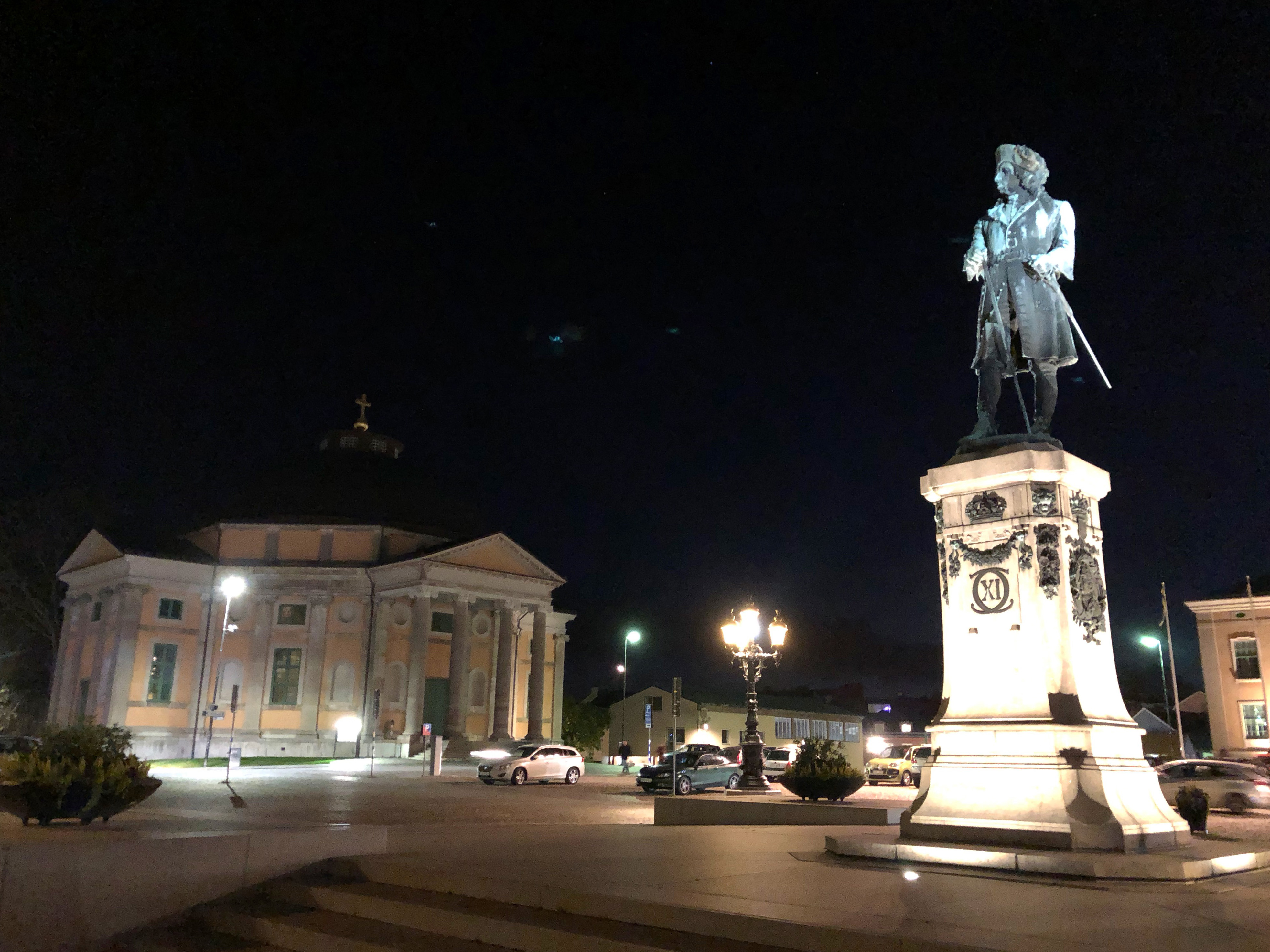
Monumento ao rei Carlos XI da Suécia
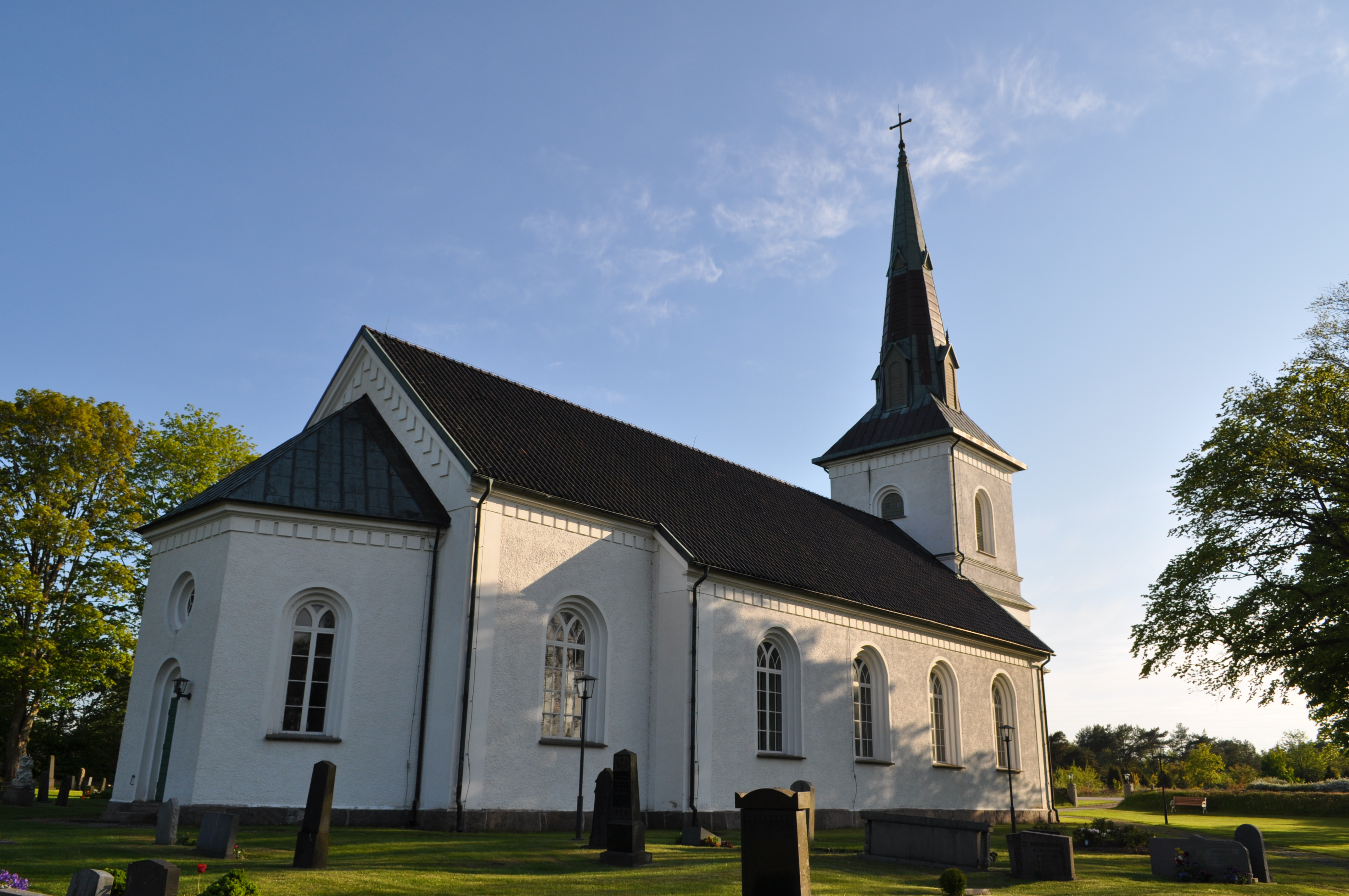
Igreja de Sturkö
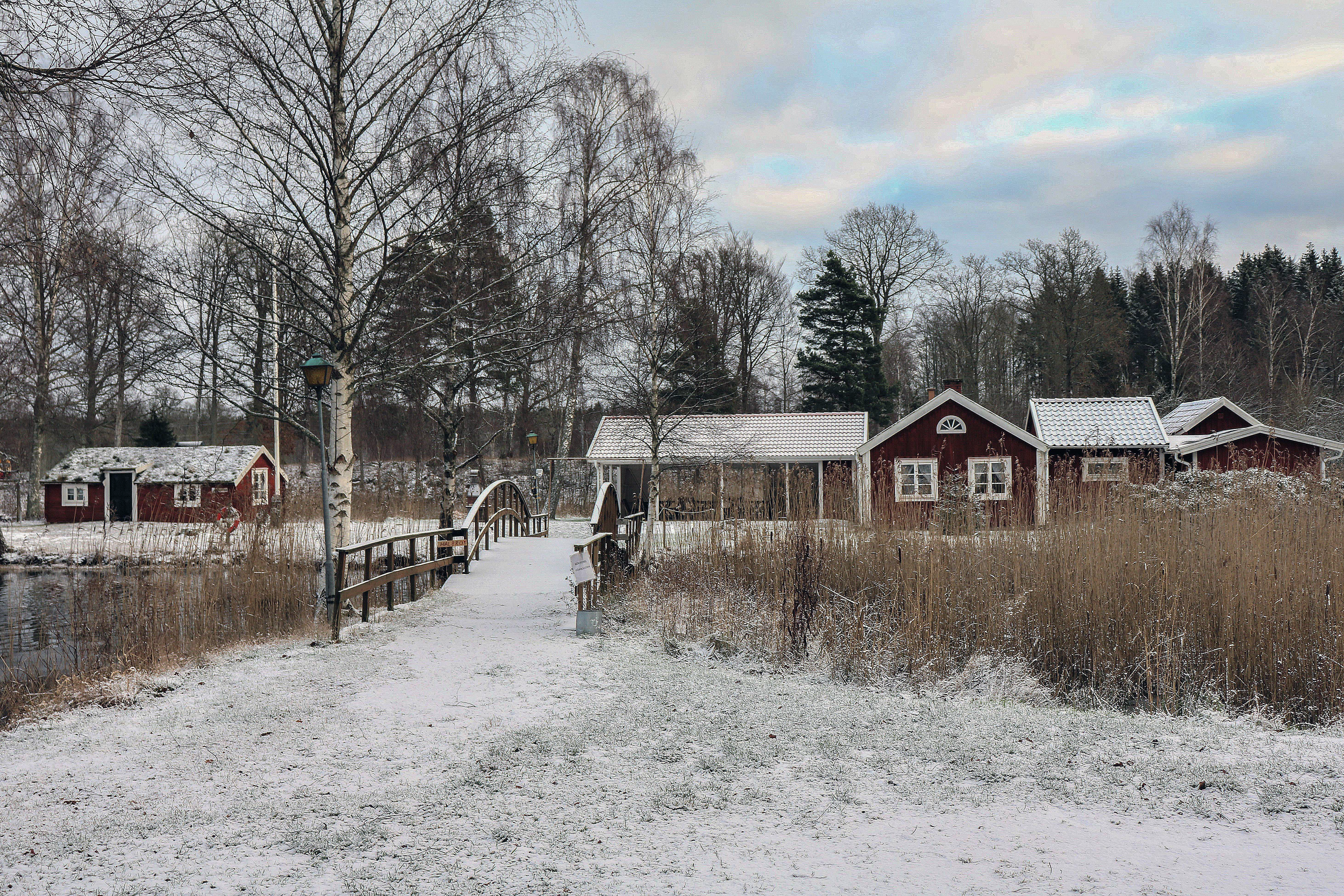
Casas tradicionais em Holmsjö
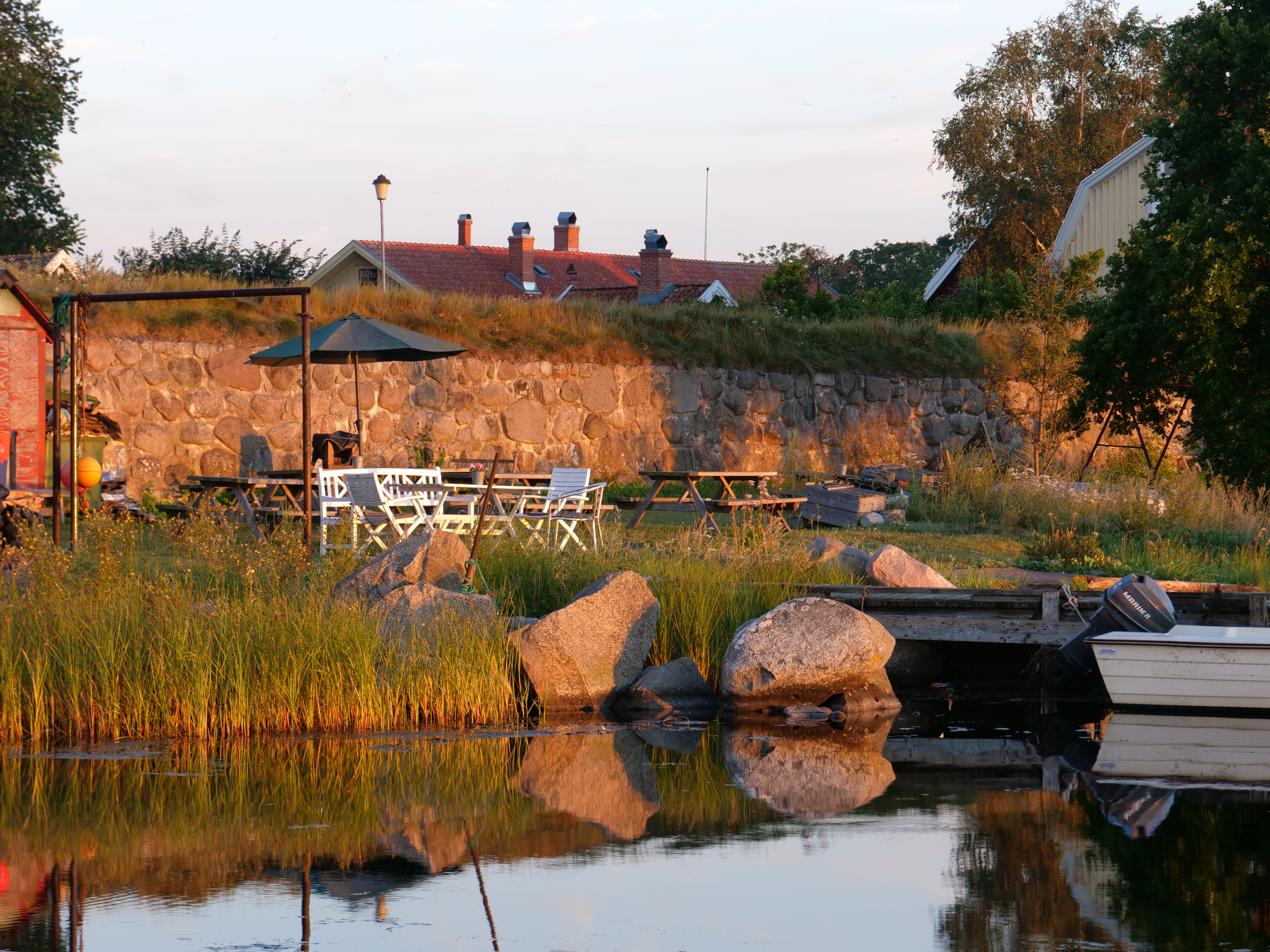
Madrugada em Kristianopel